# Ostrów Lubelski (gmina)
Pour les articles homonymes, voir Ostrów Lubelski.
Ostrów Lubelski est une gmina mixte ou urbaine-rurale (gmina miejsko-wiejska) de la powiat de Lubartów, dans la Voïvodie de Lublin, dans l'est de la Pologne.
Son siège administratif (chef-lieu) est la ville d'Ostrów Lubelski, qui se situe environ 18 kilomètres (km) à l'est de Lubartów (siège du powiat) et 34 kilomètres au nord-est de la capitale régionale Lublin (capitale de la voïvodie).
La gmina couvre une superficie de 121,7 km2 pour une population de 5 630 habitants en 2006 répartie pour la ville d'Ostrów Lubelski de 2 245 habitants et une population rurale de 3 385 habitants.

## Histoire
De 1975 à 1998, la gmina est attachée administrativement à l'ancienne Voïvodie de Lublin.

Depuis 1999, elle fait partie de la nouvelle voïvodie de Lublin.

## Géographie
Outre la ville d'Ostrów Lubelski, la gmina inclut les villages (sołectwa) de:

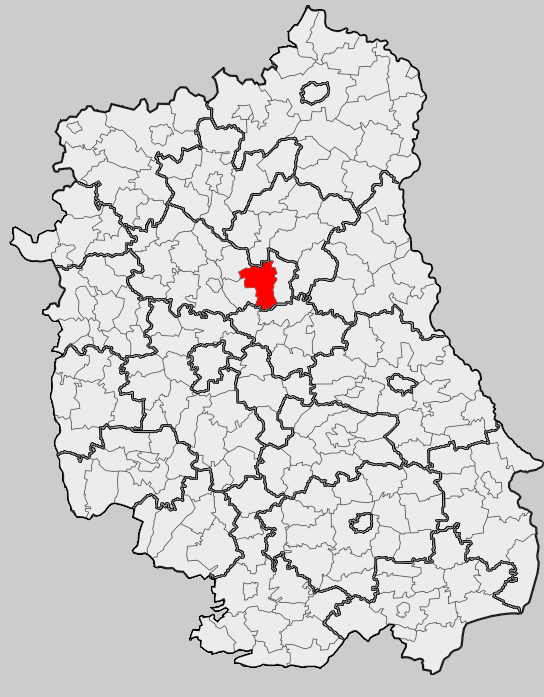
Position de la gmina dans la voïvodie

- Bójki
- Jamy
- Kaznów
- Kaznów-Kolonia
- Kolechowice Drugie
- Kolechowice Pierwsze
- Kolechowice-Folwark
- Kolechowice-Kolonia
- Rozkopaczew
- Rudka Kijańska
- Wólka Stara Kijańska

### Gminy voisines
La gmina d'Ostrów Lubelski est voisine des gminy de:
- Ludwin
- Niedźwiada
- Parczew
- Serniki
- Spiczyn
- Uścimów

## Structure du terrain
D'après les données de 2002, la superficie de la commune d'Ostrów Lubelski est de 121,7 kilomètres carrés, répartis comme telle :
- terres agricoles : 68%
- forêts : 18%

La commune représente 9,43% de la superficie du powiat.

## Démographie
Données duu 30 juin 2004:
| Description        | Total  | Total | Femmes | Femmes | Hommes | Hommes |
| ------------------ | ------ | ----- | ------ | ------ | ------ | ------ |
| Unité              | Nombre | %     | Nombre | %      | Nombre | %      |
| Population         | 5 649  | 100   | 2 842  | 50,3   | 2 807  | 49,7   |
| Densité (hab./km²) | 46,4   | 46,4  | 23,4   | 23,4   | 23,1   | 23,1   |